# Aeroportul Spring Point
Aeroportul Spring Point (IATA: AXP, ICAO: MYAP) este un aeroport din Acklins⁠(d), Bahamas.
Situat la o altitudine de 3 m, aeroportul dispune de o singură pistă.